# Svetlana Iosifovna Alliluyeva

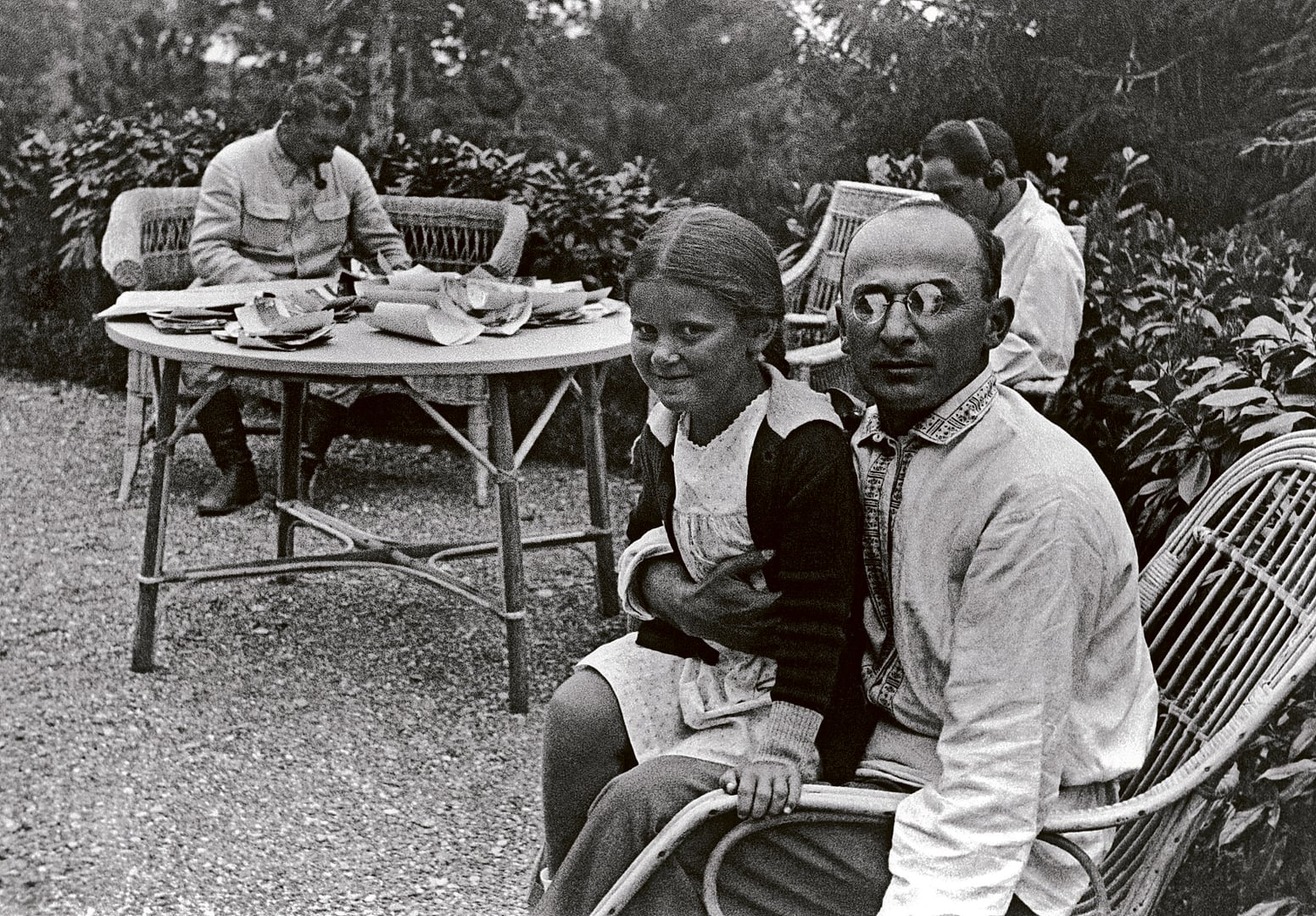
Svetlana Alliluyeva ngồi trong lòng Lavrentiy Beria với Stalin (phía sau) và Nestor Lakoba

Svetlana Iosifovna Alliluyeva (tiếng Nga: Светла́на Ио́сифовна Аллилу́ева, tiếng Gruzia: სვეტლანა იოსებინა ალილუევა; 28 tháng 2 năm 1926 – 22 tháng 11 năm 2011) (tên khi sinh Svetlana Iosifovna Stalina, Nga: Светлана Иосифовна Сталина, Gruzia: სვეტლანა იოსებინა სტალინა), sau này được gọi là Lana Peters, là con út và con gái duy nhất của nhà lãnh đạo Nga Iosif Vissarionovich Stalin và Nadezhda Alliluyeva, người vợ thứ hai của Stalin. Năm 1967, bà đã gây ra một cuộc tranh cãi quốc tế khi bà đào thoát và trở thành công dân của Hoa Kỳ cho đến khi năm 1984, khi bà trở về Liên Xô và đã có quốc tịch Xô Viết trở lại. Sau đó, bà quay trở lại Hoa Kỳ và cũng dành nhiều thời gian ở Vương quốc Anh và Pháp. Bà là con còn sống sót cuối cùng của Stalin.

## Thời trẻ
Svetlana sinh ngày 28 tháng 2 năm 1926. Giống như hầu hết trẻ em của các quan chức Liên Xô cấp cao, Svetlana đã được một bà vú em nuôi dưỡng và chỉ thỉnh thoảng mới thấy cha mẹ mình. Mẹ bà, bà Nadezhda Alliluyeva, đã qua đời vào ngày 09 tháng 11 năm 1932. Cái chết của bà đã được chính thức thông báo là do viêm phúc mạc do ruột thừa vỡ. Trong khi có những giả thuyết khác nhau như nguyên nhân gây ra cái chết của bà (giết người theo lệnh của Stalin, hay rằng bà đã bị chính Stalin giết), dường như Nadezhda Alliluyeva đã tự tử.
Vào ngày 15 tháng 8 năm 1942, Winston Churchill thấy bà trong căn hộ riêng của Stalin trong điện Kremlin, miêu tả bà là "một cô gái tóc đỏ đẹp, đang hôn cha mình." Churchill nói Stalin "nhìn tôi với một cái nháy mắt dường như muốn cho tôi thấy rằng "Anh thấy đấy, thậm chí chúng tôi những người Bolshevik có một cuộc sống gia đình."
Ở tuổi 16, Svetlana đã yêu Aleksei Kapler, một nhà làm phim Liên Xô người Do Thái đã 40 tuổi. Cha bà kịch liệt phản đối cuộc tình này. Sau đó, Kapler đã bị kết án mười năm sống lưu vong ở thành phố công nghiệp Vorkuta, gần vòng Bắc Cực.
Svetlana là người gốc Digan, Gruzia, Ukraina, Đức thông qua mẹ của bà và chủ yếu là người Gruzia thông qua cha của bà.

## Những cuộc hôn nhân
Ở tuổi 17, Svetlana đã nhận lời cầu hôn của Grigory Morozov, một sinh viên tại Đại học Moscow. Cha bà miễn cưỡng cho phép cặp vợ chồng kết hôn, mặc dù ông đã không bao giờ gặp chú rể. Một người con trai, Iosif, được sinh ra vào năm 1945. Hai vợ chồng đã ly hôn vào năm 1947 nhưng vẫn là bạn thân trong nhiều thập kỷ.
Cuộc hôn nhân thứ hai của Svetlana đã được sắp xếp cho bà lấy Yuri Zhdanov, con trai của cánh tay phải của Stalin Andrei Zhdanov và mình thành một trong những cộng sự gần gũi của Stalin. Họ đã kết hôn vào năm 1949. Năm 1950, Svetlana đã sinh ra một cô con gái, Yekaterina. Cuộc hôn nhân đã tan vỡ ngay sau đó. Năm 1963, Svetlana sống với một chính trị gia Cộng sản Ấn Độ tên là Brajesh Singh. Họ không chính thức kết hôn, nhưng họ sống với nhau được bốn năm cho đến khi bà đi Hoa Kỳ vào năm 1967 sau cái chết của ông. Từ 1970–1973, bà đã kết hôn với kiến trúc sư người Mỹ William Wesley Peters (một thầy giúp lễ của Frank Lloyd Wright), người mà bà đã có một con gái, Olga.
Svetlana cũng có một cô người cháu gái, tên là Anna.
Anna là con gái duy nhất của Ekaterina (con gái duy nhất là người còn thứ hai của bà) và Vsevolod Kozev.
Anna cũng có hai người con, tên là Viktoria và là chắt gái.

## Sau cái chết của Stalin
Sau cái chết của cha mình vào năm 1953, bà đã làm giảng viên và phiên dịch tại Moscow. Bà giảng dạy lịch sử và tư tưởng chính trị, một chủ đề bà đã bị cha mình buộc phải nghiên cứu, mặc dù đam mê của mình là văn học và viết lách. Stalin cấm bà dạy môn này. bà cũng đã nghiên cứu bốn ngôn ngữ từ khi còn nhỏ, bao gồm tiếng Đức, tiếng Pháp và tiếng Anh, và đã thành thạo tất cả. Bà đã được cấp hưu trí mà bà dùng để nuôi bản thân và hai đứa con sinh tại Nga của mình.